# Resterhafe
Resterhafe is een dorp in de Duitse deelstaat Nedersaksen. Bestuurlijk maakt het deel uit van de gemeente Dornum, gelegen in de Landkreis Aurich in Oost-Friesland.
De oudste vermelding van Resterhafe dateert uit 1481, maar het dorp moet ouder zijn. De dorpskerk, gelegen op een warft, stamt uit de tweede helft van de dertiende eeuw. De predikant en sterrekundige Johannes Fabricius werd geboren in de pastorie van Resterhafe.